# Presidente de Pakistán
El presidente de la República Islámica de Pakistán (en urdu: صدرِ پاکستان) es el jefe de Estado de Pakistán y símbolo de la unidad de la República. El presidente ostenta de iure el título de comandante en jefe de las fuerzas armadas de Pakistán de acuerdo con la Constitución.
Esta posición coloca a su titular en la cúspide de la nación, y es mantenido informado por el primer ministro de Pakistán sobre todos los asuntos de política interna y externa, así como sobre todas las propuestas legislativas. La Constitución de Pakistán confiere al presidente los poderes de conceder indultos y el control del ejército; sin embargo, todos los nombramientos de los mandos superiores de las fuerzas armadas deben ser hechos por el presidente sobre una base "requerida y necesaria", previa consulta y aprobación del primer ministro. Además, la Constitución prohíbe al presidente ejercer la autoridad de dirigir el gobierno.
El presidente es elegido indirectamente por el Parlamento a través del Colegio Electoral por un período de cinco años. La Constitución exige que el presidente sea un "musulmán de no menos de cuarenta y cinco años de edad". El presidente reside en una finca en Islamabad conocida como Aiwan-e-Sadar (lit. Palacio Presidencial). En caso de ausencia del presidente, el presidente del Senado asume el cargo de presidente interino hasta que el presidente reanude sus funciones o se celebre la elección del siguiente presidente. 
El actual presidente es Asif Ali Zardari, quien asumió el cargo el 10 de marzo de 2024 como el 16.º presidente de Pakistán.

## Poderes y autoridad

### Papel del presidente
La residencia oficial y principal lugar de trabajo del presidente es el Aiwan-e-Sadr, el palacio presidencial ubicado en el noreste de Islamabad. La presidencia forma el órgano institucional vital del Estado y forma parte del Parlamento bicameral.
Las facultades para ejercer la autoridad se limitan a lo ceremonial y debe dirigirse al Parlamento para dar una orientación a las políticas nacionales antes de ser informado de sus decisiones fundamentales.

Estanderte presidencial de Pakistán entre 1956 y 1967

Estanderte presidencial de Pakistán entre 1974 y 1998

Además, el presidente es también un comandante en jefe civil de las fuerzas armadas, siendo la junta de jefes militares su principal asesor militar para mantener el control del ejército. Después de una confirmación completa del primer ministro, el presidente confirma los nombramientos judiciales en el sistema judicial nacional. El presidente mismo goza de inmunidad constitucional absoluta frente a los procedimientos penales y civiles, y no puede iniciarse o proseguirse ningún procedimiento durante su mandato.
Desde 2000 hasta 2009, el presidente fue el presidente del Consejo de Seguridad Nacional, que tenía autoridad y control sobre los arsenales nucleares y estratégicos; Sin embargo, la presidencia del Consejo y los poderes fueron transferidos de nuevo al primer ministro.

### Elegibilidad y proceso de selección
La Constitución de Pakistán establece las principales cualidades que el candidato debe cumplir para ser elegible para el cargo de presidente. Un presidente tiene que ser:
- Ciudadano pakistaní.[1]
- Musulmán.[14]
- Como mínimo con 45 años de edad.[14]
- Elegible para ser miembro de la Asamblea Nacional de Pakistán.[14]

Cada vez que el Aiwan-e-Sadr queda vacante, la elección del presidente se hace mediante el Colegio Electoral, compuesto por las dos cámaras del Parlamento (el Senado y la Asamblea Nacional) y las cuatro asambleas provinciales. La votación tiene lugar en secreto.
Cada elector emite un número diferente de votos. El principio general es que el número total de votos emitidos por los miembros del Parlamento es igual al número total de votos emitidos por los legisladores provinciales. Además, los legisladores de los estados más grandes emiten más votos que los de las provincias más pequeñas.
El cálculo real de los votos emitidos por un estado determinado se calcula dividiendo la población del estado por el número de escaños, que se divide de nuevo por el número de legisladores del estado que votan en el colegio electoral. La Constitución establece además que la elección al cargo de presidente no se celebrará antes de sesenta días y no más tarde de treinta días antes de la expiración del mandato del presidente en funciones.

### Elección y juramento
El presidente es elegido indirectamente por un período de cinco años. El presidente en ejercicio es elegible para la reelección al cargo, pero no puede ocupar dicho cargo por más de dos términos consecutivos. El presidente tiene la obligación de hacer y suscribir en presencia del Jefe de Justicia, un juramento o afirmación de que el presidente protegerá, preservará y defenderá la Constitución de la siguiente manera:

Yo, (nombre), juro solemnemente que soy musulmán y creo en la Unidad del Todopoderoso Alá, en los Libros de Alá, el Sagrado Corán siendo el último de ellos, la Profecía de Mahoma (la paz sea con él ) como el último de los Profetas y que no puede haber ningún Profeta después de él, en el Día del Juicio, y todos los requisitos y enseñanzas del Sagrado Corán y la Sunnah,
Que tendré fe y lealtad verdaderas a Pakistán,
Que, como Presidente de Pakistán, cumpliré mis deberes y desempeñaré mis funciones, honestamente, en la medida de mis posibilidades, fielmente de conformidad con la Constitución de la República Islámica del Pakistán y la ley, y siempre en interés de la Soberanía, integridad, solidaridad, bienestar y prosperidad de Pakistán,
Que no permitiré que mi interés personal influya en mi conducta oficial o mis decisiones oficiales,
Que preservaré, protegeré y defenderé la Constitución de la República Islámica de Pakistán,
Que, en todas las circunstancias, haré bien a toda clase de personas, según la ley, sin temor ni favor, afecto o mala voluntad,
Y que no comunicaré ni revelaré directa o indirectamente a ninguna persona ningún asunto que sea sometido a mi consideración o que me sea conocido como Presidente de Pakistán, excepto como se requiera para el debido desempeño de mis funciones como Presidente.
Artículo 42, Capítulo 1: El Presidente, Parte III: La Federación de Pakistán en la Constitución de Pakistán.

### Línea de sucesión y cese
La Constitución considera la posibilidad de la existencia de un presidente en funciones. Al no existir la figura del vicepresidente, estos son los sucesores directos de acuerdo a la Constitución:
- El presidente del Senado de Pakistán.
- El presidente de la Asamblea Nacional de Pakistán.

El presidente puede ser removido antes de la expiración de su mandato a través del proceso de destitución. El presidente puede ser removido por violación de la Constitución de Pakistán.
El proceso de destitución puede comenzar en cualquiera de las dos cámaras del Parlamento. La Cámara inicia el proceso al elevar los cargos contra el presidente. Las acusaciones figuran en una notificación que debe ser firmada por el presidente del Senado o de la Asamblea Nacional y respaldada por una mayoría de dos tercios. La notificación se envía al presidente y, 14 días más tarde, se somete a consideración.
La resolución para destituir al presidente tiene que ser aprobada por la mayoría de dos tercios. El presidente de la Asamblea Nacional convoca la sesión conjunta no antes de siete días. El presidente tiene derecho a defenderse. Si la resolución es aprobada por la mayoría de dos tercios en la sesión conjunta declarando que el presidente es incapaz de ocupar el cargo debido a incapacidad o es culpable de violar la Constitución o de mala conducta grave, el presidente dejará de ejercer su cargo inmediatamente a la aprobación de la resolución.
Hasta la fecha, ningún presidente se ha enfrentado a procesos de destitución. Sin embargo, los procedimientos se han utilizado en 2008 en un intento de acusar al expresidente Pervez Musharraf, que acabó dimitiendo.

## Lista de presidentes (desde 1956)
| #                                           | Nombre                     | Nombre                     | Nombre                                                                       | Inicio                               | Final                                | Partido                       | Elecciones                          |
| ------------------------------------------- | -------------------------- | -------------------------- | ---------------------------------------------------------------------------- | ------------------------------------ | ------------------------------------ | ----------------------------- | ----------------------------------- |
| República Islámica de Pakistán (desde 1956) |                            |                            |                                                                              |                                      |                                      |                               |                                     |
| 1.º                                         |                            |                            | Iskander Mirza اسکندر مرزا (1899-1969) Presidente de la República            | 23 de marzo de 1956                  | 27 de octubre de 1958                | PR                            | -                                   |
| -                                           |                            |                            | Ayub Khan محمد ایوب خان (1907-1974)                                          | Administrador Jefe de la Ley Marcial | Administrador Jefe de la Ley Marcial | Militar                       | A través de un golpe de Estado      |
| -                                           | 27 de octubre de 1958      | 8 de junio de 1962         | Ayub Khan محمد ایوب خان (1907-1974)                                          |                                      |                                      | Militar                       | A través de un golpe de Estado      |
| 2.º                                         |                            | Presidente de la República | Presidente de la República                                                   | CLM                                  | 1965                                 |                               |                                     |
| 2.º                                         | 8 de junio de 1962         | 25 de marzo de 1969        | Ayub Khan محمد ایوب خان (1907-1974)                                          | CLM                                  | 1965                                 |                               |                                     |
| 3.º                                         |                            |                            | Yahya Khan یحییٰ خان (1917-1980) Presidente de la República                   | 25 de marzo de 1969                  | 20 de diciembre de 1971              | Militar                       | -                                   |
| 4.º                                         |                            |                            | Zulfikar Ali Bhutto ذوالفقار علی بھٹو (1928-1979) Presidente de la República | 20 de diciembre de 1971              | 13 de agosto de 1973                 | PPP                           | -                                   |
| 5.º                                         |                            |                            | Fazal Ilahi Chaudhry فضل الٰہی چودھری (1904-1982) Presidente de la República  | 13 de agosto de 1973                 | 16 de septiembre de 1978             | PPP                           | 1973                                |
| 6.º                                         |                            |                            | Muhammad Zia-ul-Haq محمد ضیاء الحق (1924-1988) Presidente de la República    | 16 de septiembre de 1978             | 17 de agosto de 1988                 | Militar                       | A través de un golpe de Estado      |
| -                                           |                            |                            | Ghulam Ishaq Khan غلام اسحاق خان (1915-2006)                                 | Presidente interino de la República  | Presidente interino de la República  | Indep.                        | -                                   |
| -                                           | 17 de agosto de 1988       | 18 de julio de 1993        | Ghulam Ishaq Khan غلام اسحاق خان (1915-2006)                                 |                                      |                                      | Indep.                        | -                                   |
| 7.º                                         | Presidente de la República | Presidente de la República | Ghulam Ishaq Khan غلام اسحاق خان (1915-2006)                                 | 1988 1.ª ronda (608 de 752)          |                                      | Indep.                        |                                     |
| 7.º                                         | 12 de diciembre de 1988    | 18 de julio de 1993        | Ghulam Ishaq Khan غلام اسحاق خان (1915-2006)                                 | 1988 1.ª ronda (608 de 752)          |                                      | Indep.                        |                                     |
| -                                           |                            |                            | Wasim Sajjad وسیم سجاد (n. 1941) Presidente del Senado                       | 18 de julio de 1993                  | 14 de noviembre de 1993              | LMPN                          | Presidente interino de la República |
| 8.º                                         |                            |                            | Farooq Leghari فاروق لغاری (1940-2010) Presidente de la República            | 14 de noviembre de 1993              | 2 de diciembre de 1997               | PPP                           | 1993                                |
| -                                           |                            |                            | Wasim Sajjad وسیم سجاد (n. 1941) Presidente del Senado                       | 2 de diciembre de 1997               | 1 de enero de 1998                   | LMPN                          | Presidente interino de la República |
| 9.º                                         |                            |                            | Muhammad Rafiq Tarar محمد رفیق تارڑ (1929-2022) Presidente de la República   | 1 de enero de 1998                   | 20 de junio de 2001                  | LMPN                          | 1997                                |
| 10.º                                        |                            |                            | Pervez Musharraf پرویز مشرف, (1943-2023) Presidente de la República          | 20 de junio de 2001                  | 18 de agosto de 2008                 | Militar                       | 2004 1.ª ronda (658 de 1.170)       |
| 10.º                                        |                            | LMPQ                       | Pervez Musharraf پرویز مشرف, (1943-2023) Presidente de la República          | 20 de junio de 2001                  | 18 de agosto de 2008                 | 2007 1.ª ronda (671 de 1.170) |                                     |
| -                                           |                            |                            | Muhammad Mian Soomro محمد میاں سومرو (n. 1950) Presidente del Senado         | 18 de agosto de 2008                 | 9 de septiembre de 2008              | LMPN                          | Presidente interino de la República |
| 11.º                                        |                            |                            | Asif Ali Zardari آصف علی زرداری (n. 1955) Presidente de la República         | 9 de septiembre de 2008              | 8 de septiembre de 2013              | PPP                           | 2008 1.ª ronda (409 de 700)         |
| 12.º                                        |                            |                            | Mamnoon Hussain ممنون حسین (1940-2021) Presidente de la República            | 9 de septiembre de 2013              | 9 de septiembre de 2018              | LMPN                          | 2013 1.ª ronda (432 de 704)         |
| 13.º                                        |                            |                            | Arif Alvi عارف الرحمان علوی (n. 1949) Presidente de la República             | 9 de septiembre de 2018              | 10 de marzo de 2024                  | PTI                           | 2018 1.ª ronda (352 de 660)         |
| 14.º                                        |                            |                            | Asif Ali Zardari آصف علی زرداری (n. 1955) Presidente de la República         | 10 de marzo de 2024                  | en el cargo                          | PPP                           | 2024 1.ª ronda (411 de 592)         |